# Southern United Football Club
Maillots
Actualités
Le Southern United Football Club est un club néo-zélandais de football basé à Dunedin et évoluant dans le Championnat de Nouvelle-Zélande de football. Il a porté le nom Otago United entre 2004 et 2013.

## Repères historiques

Logo de 2004 à 2013.

Le club de football de Otago United a été créé en 2004 pour participer au championnat néo-zélandais de football. Il a été créé sous l'impulsion de 21 clubs et quatre associations de la région.

## Palmarès
- NZFC
  - 5ème : 2006
  - 7ème : 2005,2008,2009
  - 8ème : 2007